# George Fritz
George Fritz (* 8. Juli 1959 in Winnipeg, Manitoba) ist ein ehemaliger kanadisch-deutscher Eishockeyspieler. Er war als Stürmer unter anderem beim Schwenninger ERC, Mannheimer ERC und in der deutschen Eishockeynationalmannschaft aktiv. 

## Karriere
Fritz begann seine Karriere bei den Victoria Cougars in der Western Hockey League, wechselte aber bereits als 20 Jahre alter Jungprofi nach Deutschland. Aufgrund seiner deutschen Vorfahren, besetzte er als Eishockeydeutscher keinen Ausländerplatz und band sich vertraglich an den Kölner EC, der in der Eishockey-Bundesliga spielte. In seinem ersten Jahr konnte er in 48 Spielen 54 Scorerpunkte erzielen. Nach zwei Jahren schloss er sich dem EC Bad Nauheim an, wo er in 29 Spielen 53 Scorerpunkte erzielte. Noch im selben Jahr wechselte er aufgrund finanzieller Probleme in Bad Nauheim zum Schwenninger ERC. In Schwenningen reifte er zum absoluten Führungsspieler und Topscorer und blieb der Mannschaft aus dem Schwarzwald jahrelang treu. Von 1990 bis 1993 spielte er für drei Jahre für den Mannheimer ERC. Seine Leistungen als Scorer ließen jedoch merklich nach. 1993 kehrte er nach Schwenningen zurück und beendete dort 1996 seine Laufbahn. Insgesamt spielte er zwölf Jahre in Schwenningen. 
Fritz nahm für die deutsche Nationalmannschaft an der Eishockey-Weltmeisterschaft 1986 teil und konnte dabei zwei Tore erzielen.